# Casa d'Extremadura
La casa d'Extremadura és una obra del municipi de Sant Boi de Llobregat (Baix Llobregat) inclosa en l'Inventari del Patrimoni Arquitectònic de Catalunya.

## Descripció
Es tracta d'un edifici de maó arrebossat i estucat, de tres plantes, amb coberta de teula àrab. Té un marcat aire historicista donat pels estucs, simulant carreus de pedra, el fort ràfec de l'estil dels ràfecs de fusta que es poden trobar als casals dels segles XV i XVI a Sant Boi i pels arcs rebaixats de les portes i finestres de la planta baixa, que són un constant a la vila.
Les dues finestres de la planta baixa i els balcons conserven els laminats originals en molt bon estat. També és original la porta principal, de fusta i els vidres glaçats de la porta que hi ha al vestíbul d'entrada. Les portes dels balcons estan remarcades per motllures en forma de marc i sota les baranes es repeteixen les mènsules del ràfec.